# 김한준 (1984년)
김한준(본명 : 김서혁, 1984년 ~ )은 대한민국의 배우이다.

## 출연작

### 드라마 & 시트콤
- 《거침없이 하이킥》 (2006년, MBC)
- 《못말리는 결혼》 (2007년, KBS2)
- 《워킹맘》 (2008년, SBS)
- 《별순검 시즌2》 (2008년, MBC 드라마넷)
- 《시티홀》 (2009년, SBS)
- 《지붕뚫고 하이킥!》 (2009년, MBC)
- 《기담전설 2 - 소름》 (2009년, E채널) - 최 이병 역
- 《메디컬 기방 영화관》 (2012년, OCN)
- 《삼총사》 (2014년, tvN)
- 《도플갱어》 (2016년, 웹드라마) - 동석 역
- 《미워도 사랑해》 (2017년, KBS1) - 주윤발 역

### 영화
- 《비상》 (2009년) - 혜정부하 2 역
- 《미운오리새끼》 (2012년) - 박 일병 역

### 뮤직비디오
- 조성훈 - Always loving you